# Бони Милчева
Бони Милчева е българска певица и телевизионна водеща. Води седмичното предаване за стари градски песни Ако зажалиш по телевизия „СКАТ“. Смятана е за един от доайените на шлагерната песен.

## Биография
Родена е на 25 юни 1946 г. в София. Учи пеене при доцент Дора Мутафова и проф. Карапетров. Изявава се като солитка на женския хор „Маяковски“, където пее и Маргарита Хранова, както и в хора на завод „8 март“.
През 1978 г. постъпва на работа в Национален музикален театър „Стефан Македонски“ и остава там 17 сезона. Стари градски песни запява по време на концертните програми, организирани от Държавната лотария. Добива популярност като вокалистка на оркестър „Гамбринус“. Участва и в оперната компания на Георги Лалов „Teatro Lirico d`Europa“.
През 2002 г. се запознава с Тодор Върбанов и впоследствие двамата записват много дуетни изпълнения. Двамата започват да водят предаването Ако зажалиш, а след като Върбанов напуска СКАТ през 2012 г., Милчева води самостоятелно. Участва в пет песни от албума на Тодор Върбанов „Още те обичам“ през 2006 г.
Активно участва в концерти из цялата страна и е жури на фестивалите за стари градски песни.

## Дискография
- „Няма възраст песента“ (1999)[8]